# Åtte folketoner for klaver
Åtte folketoner for klaver (Noors voor Acht volksliedjes voor piano) is een compositie van Johan Kvandal. Kvandal schaarde zich met een dergelijke compositie in een lange rij van Noorse componisten, die volksliedjes bewerkten voor de piano. Denk daarbij alleen al aan Edvard Grieg, die een hele verzameling transcripties maakte in zijn Norges melodier (EG108).
Kvanddal schreef de volgende acht:
1. Skjemtevise
2. Um morgonen tidleg
3. Bonden og reven
4. Kjærlighetssang
5. Dans
6. Velkomstsang
7. 'Vesle Ola Finndal
8. Å hanen han satt upp på bjelken.

Øyvind Aasen nam de liedjes op voor zijn compact disc Nordiske barne- og eventyrbilder for klaver uit 1995.